# Obrazowanie cząstek magnetycznych
Obrazowanie cząstek magnetycznych (ang. magnetic particle imaging, MPI) – nowa, wciąż rozwijana tomograficzna technika diagnostyczna, która pozwala na obrazowanie rozkładu przestrzennego nanocząstek superparamagnetycznych. Metoda została opracowana w 2001 r. przez naukowców z Philips Research Laboratories w Hamburgu. Teorię działania pierwszego system do obrazowania nanocząstek magnetycznych opublikowano na łamach Nature w 2005 roku.

## Zasada działania
W detekcji wykorzystywana jest nieliniowa charakterystyka magnetyzacji superparamagnetyków opisywana funkcją Langevina. Wprowadzenie nanocząstek do badanej przestrzeni, pobudzanej sinusoidalnym polem magnetycznym {\displaystyle H,} powoduje niesinusoidalne zmiany pola {\displaystyle B.} Ośrodek pobudza się za pomocą cewki nadawczej, w której wymuszany jest prąd sinusoidalny. Sygnał odbierany w cewce odbiorczej (prawo indukcji elektromagnetycznej Faradaya) jest w przypadku ośrodka liniowego sinusoidalny, a w przypadku ośrodka nieliniowego (nanocząstki superparamagnetyczne) zawiera zniekształcenia harmoniczne. Amplituda składowych harmonicznych jest bardzo mała i wymaga specjalnych układów odbiorczych.
Lokalizacja przestrzenna nanocząstek jest realizowana poprzez kodowanie przestrzeni silnym gradientowym polem magnetycznym generowanym przez dodatkowy zestaw cewek. Przy odpowiednio dobranej wielkości gradientu nanocząstki znajdujące się poza małym obszarem otaczającym punkt o zerowej wartości pola (tzw. punkt wolny od pola) znajdują się w stanie nasycenia. W takiej sytuacji zniekształcenia harmoniczne pochodzą tylko i wyłącznie od nanocząstek znajdujących się w obszarze otaczającym punkt wolny od pola. Za pomocą pary cewek dla każdej osi X,Y,Z można generować równomierne w przestrzeni pole magnetyczne o różnej amplitudzie i w ten sposób przesuwać punkt wolny od pola w każdej z osi. Przesuwając punkt wolny od pola w przestrzeni można uzyskać trójwymiarową mapę koncentracji nanocząstek. Istnieje również koncepcja skanowania przestrzeni za pomocą tak zwanej linii o zerowej wartości pola wymagająca rozwiązania przekształcenia odwrotnego.

## Zastosowanie
Do obrazowania najczęściej używane są nanocząstki tlenku żelaza (SPION – super-paramagnetic iron oxide nanoparticle) o średnicach z zakresu 10–100 nm, powlekane biokompatybilnym polimerem. Łączenie nanocząstek z molekułami biologicznymi umożliwia tworzenie magnetofarmaceutyków, które mogą być wykorzystywane w badaniach procesów biologicznych i fizjologicznych. W tym celu powinno się wprowadzić magnetofarmaceutyk do organizmu i obserwować rozkład przestrzenny w funkcji czasu. Ocenia się, że ze względu na czułość pomiarów MPI może stać się jedną z technik obrazowania molekularnego obok jednofotonowej tomografii emisyjnej i tomografii pozytonowej.